# Fridolin von Säckingen

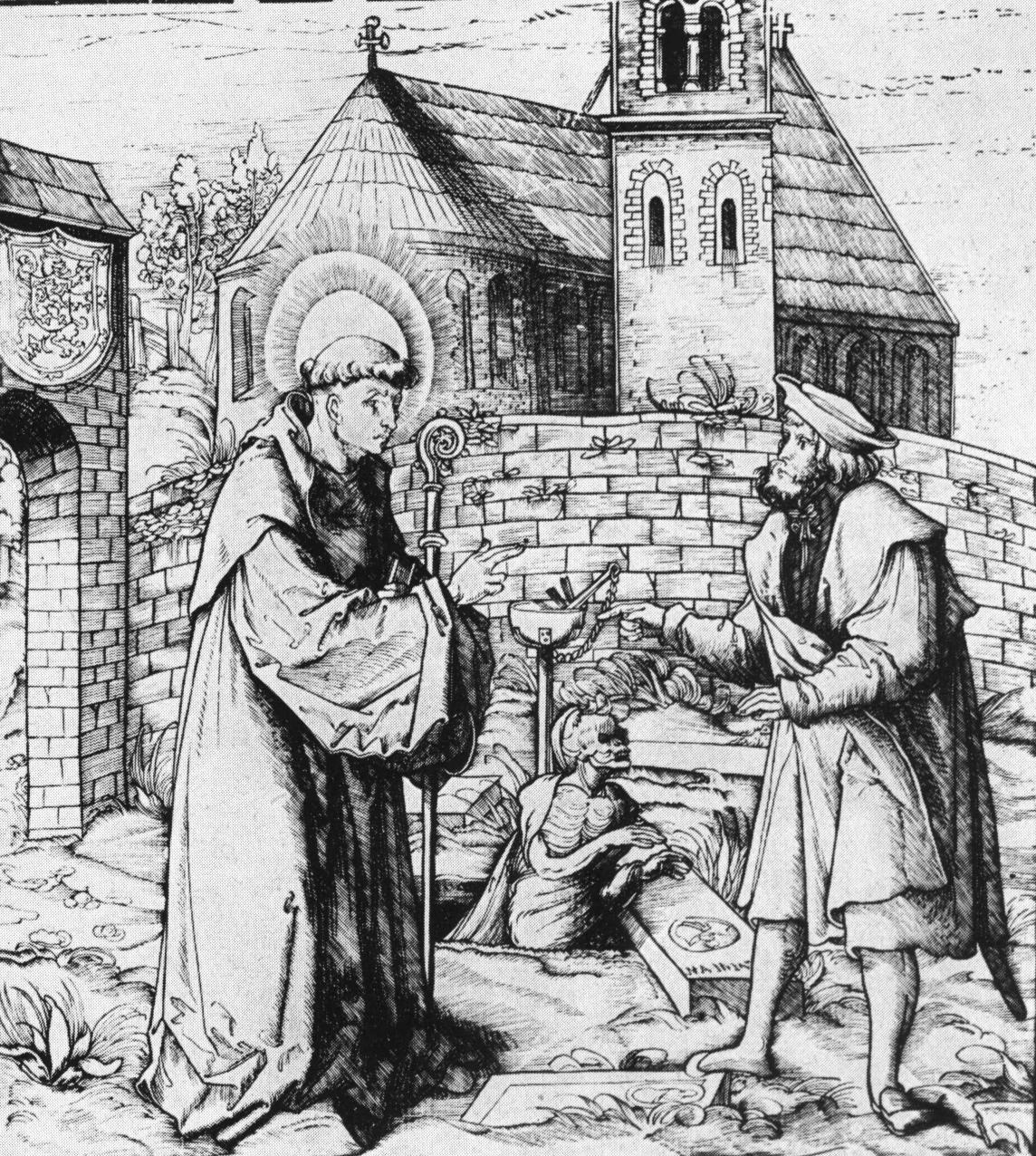
Hans Burgkmair: St. Fridolin erweckt Ursus und schließt Frieden mit Landolf (1517)

Fridolin von Säckingen war ein Glaubensbote am Hochrhein (früher Oberrhein) und Gründungsabt eines Doppelklosters, der in der katholischen und orthodoxen Kirche als Heiliger verehrt wird. Nach ihm sind mehrere Kirchen benannt, siehe Fridolinskirche.
Die hagiographische Tradition datiert Fridolin auf das 6. Jahrhundert (Todesjahr 538 oder 540). 
Aus historiographischer Sicht wird die Gründung des Klosters Säckingen mit einiger Sicherheit auf das 7. Jahrhundert datiert, so dass ein historischer Hl. Fridolin allenfalls in der Regierungszeit von Chlodwig II. (639–657) aktiv gewesen sein könnte.

## Leben
Hauptartikel: Fridolinsvita
Laut der Vita Balthers war Fridolin ein Nachkomme einer adligen Familie in Irland.
Als Wandermönch war er zunächst in Poitiers, in Gallien, tätig, wo er die Gebeine des heiligen Hilarius von Poitiers erhob und eine Kirche erbaute. 
Im Traum beauftragte ihn Hilarius, auf einer bestimmten Rheininsel ein Kloster zu errichten. Auf dem Weg von Poitiers nach Säckingen gründete Fridolin eine Reihe von Kirchen, die er alle Hilarius weihte, unter anderem an der Mosel und in Straßburg. Seine erste Gründung war vermutlich Eller (alt: Helera, von Hilarius abgeleitet).

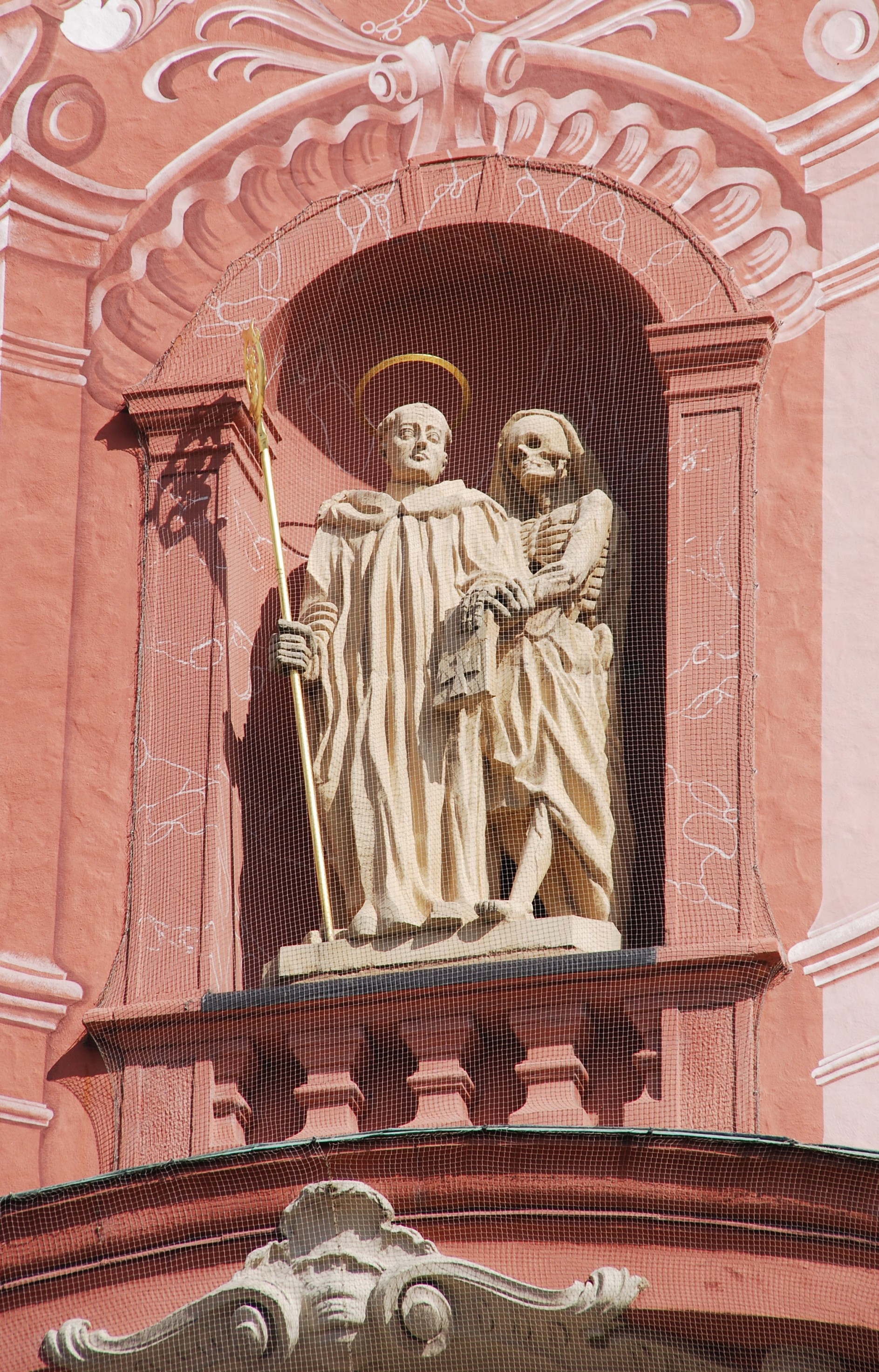
Michael Speer: Darstellung des heiligen Fridolins mit Ursus am Fridolinsmünster in Bad Säckingen (1727)

Fridolins Bezug zu Glarus geht nicht aus der Fridolinsvita Balthers hervor, sondern aus einem Zusatz aus dem 13. Jahrhundert, unter der Überschrift de miraculis s. Fridolini.
Laut diesem Zusatz, habe Fridolin von dem sterbenden, reichen Ursus oder Urso große Teile des Glarnerlandes geschenkt bekommen, was dessen Bruder Landolf aber nicht anerkennen wollte. Fridolin habe deshalb Ursus als Zeugen aus dem Grab zu Hilfe geholt. Landolf sei, als er seinen bereits in Verwesung übergegangenen Bruder vor Gericht erscheinen sah, so erschrocken und beschämt gewesen, dass er Fridolin auch seinen Teil des Glarnerlandes schenkte, das auf diese Weise vollständig an das Kloster Säckingen gelangte. So wurde Fridolin zum Schutzpatron des Kantons Glarus (Schweiz), in dessen Wappen er als Missionar mit Wanderstab und Bibel zu sehen ist.
In kirchlichen Darstellungen wird Fridolin mit Bezug auf diese Erzählung auch oft zusammen mit einem Skelett dargestellt.

## Verehrung

Darstellung Fridolins auf dem Wappen des Kantons Glarus (Schweiz)

Die Gebeine Fridolins in der Stiftskirche in Säckingen, genannt Fridolinsmünster, sind noch heute ein Ziel vieler Wallfahrer. Alljährlich wird der prächtige, barocke Silberschrein in einer großen Festprozession unter Beteiligung von Musikkapellen, Trachtenträgern sowie Rittern und Knappen in mittelalterlichen Kostümen durch die Straßen der Stadt am Hochrhein getragen.
Fridolin wird bei Beinleiden, Viehseuchen und um gutes Wetter angerufen.

## Gedenktag
- Katholisch: 6. März (Nichtgebotener Gedenktag im Regionalkalender für das deutsche Sprachgebiet), nur in der Diözese Straßburg wird der Heilige am 7. März gefeiert.
- Orthodox: 6. bzw. (nach dem julianischen Kalender) 19. März
- Die Prozession durch die Stadt Bad Säckingen findet jedes Jahr am Sonntag nach dem 6. März statt (wird bei schlechtem Wetter abgesagt, um den Schrein nicht zu gefährden)